# Pimelodus blochii
Pimelodus blochii är en fiskart som beskrevs av Valenciennes, 1840. Pimelodus blochii ingår i släktet Pimelodus och familjen Pimelodidae. Inga underarter finns listade i Catalogue of Life.